# Villette-d'Anthon
Villette-d'Anthon és un municipi francès situat al departament de la Isèra i a la regió d'Alvèrnia-Roine-Alps. L'any 2007 tenia 4.143 habitants.

## Demografia

### Població
El 2007 la població de fet de Villette-d'Anthon era de 4.143 persones. Hi havia 1.388 famílies de les quals 188 eren unipersonals (108 homes vivint sols i 80 dones vivint soles), 436 parelles sense fills, 672 parelles amb fills i 92 famílies monoparentals amb fills.
La població ha evolucionat segons el següent gràfic:
Habitants censats

### Habitatges
El 2007 hi havia 1.609 habitatges, 1.412 eren l'habitatge principal de la família, 141 eren segones residències i 56 estaven desocupats. 1.337 eren cases i 161 eren apartaments. Dels 1.412 habitatges principals, 1.225 estaven ocupats pels seus propietaris, 161 estaven llogats i ocupats pels llogaters i 26 estaven cedits a títol gratuït; 4 tenien una cambra, 46 en tenien dues, 129 en tenien tres, 389 en tenien quatre i 844 en tenien cinc o més. 1.220 habitatges disposaven pel capbaix d'una plaça de pàrquing. A 452 habitatges hi havia un automòbil i a 905 n'hi havia dos o més.

### Piràmide de població
La piràmide de població per edats i sexe el 2009 era:
| Homes | Edats   | Dones |
| ----- | ------- | ----- |
| 0     | 95 o +  | 8     |
| 0     | 90 a 94 | 20    |
| 4     | 85 a 89 | 16    |
| 16    | 80 a 84 | 16    |
| 32    | 75 a 79 | 44    |
| 24    | 70 a 74 | 28    |
| 84    | 65 a 69 | 56    |
| 64    | 60 a 64 | 72    |
| 120   | 55 a 59 | 100   |
| 180   | 50 a 54 | 188   |
| 184   | 45 a 49 | 212   |
| 144   | 40 a 44 | 148   |
| 148   | 35 a 39 | 152   |
| 128   | 30 a 34 | 120   |
| 76    | 25 a 29 | 108   |
| 124   | 20 a 24 | 112   |
| 164   | 15 a 19 | 124   |
| 156   | 10 a 14 | 172   |
| 120   | 5 a 9   | 172   |
| 112   | 0 a 4   | 116   |

## Economia
El 2007 la població en edat de treballar era de 2.837 persones, 2.081 eren actives i 756 eren inactives. De les 2.081 persones actives 1.957 estaven ocupades (1.032 homes i 925 dones) i 124 estaven aturades (52 homes i 72 dones). De les 756 persones inactives 283 estaven jubilades, 276 estaven estudiant i 197 estaven classificades com a «altres inactius».

### Ingressos
El 2009 a Villette-d'Anthon hi havia 1.439 unitats fiscals que integraven 4.136,5 persones, la mediana anual d'ingressos fiscals per persona era de 22.481 €.

### Activitats econòmiques
Dels 206 establiments que hi havia el 2007, 1 era d'una empresa extractiva, 2 d'empreses alimentàries, 29 d'empreses de fabricació d'altres productes industrials, 37 d'empreses de construcció, 36 d'empreses de comerç i reparació d'automòbils, 10 d'empreses de transport, 13 d'empreses d'hostatgeria i restauració, 3 d'empreses d'informació i comunicació, 6 d'empreses financeres, 17 d'empreses immobiliàries, 19 d'empreses de serveis, 25 d'entitats de l'administració pública i 8 d'empreses classificades com a «altres activitats de serveis».
Dels 67 establiments de servei als particulars que hi havia el 2009, 1 era una oficina de correu, 1 una oficina bancària, 11 tallers de reparació d'automòbils i de material agrícola, 1 autoescola, 5 paletes, 5 guixaires pintors, 6 fusteries, 7 lampisteries, 7 electricistes, 3 perruqueries, 9 restaurants, 9 agències immobiliàries i 2 salons de bellesa.
Dels 7 establiments comercials que hi havia el 2009, 1 era un supermercat, 2 fleques, 2 carnisseries, 1 un drogueria i 1 una floristeria.
L'any 2000 a Villette-d'Anthon hi havia 14 explotacions agrícoles que ocupaven un total de 924 hectàrees.

## Equipaments sanitaris i escolars
L'únic equipament sanitari que hi havia el 2009 era una farmàcia.
El 2009 hi havia 1 escola maternal i 2 escoles elementals.
Villette-d'Anthon disposava de 2 centres de formació no universitària superior d'altra formació.

## Poblacions més properes
El següent diagrama mostra les poblacions més properes.